# Ормігос
Ормігос (ісп. Hormigos) — муніципалітет в Іспанії, у складі автономної спільноти Кастилія-Ла-Манча, у провінції Толедо. Населення — 949 особи (2023).
Муніципалітет розташований на відстані близько 70 км на південний захід від Мадрида, 44 км на північний захід від Толедо.
На території муніципалітету розташовані такі населені пункти: (дані про населення за 2010 рік)
- Ормігос: 571 особа
- Сотоальберче-Фуентеромеро: 221 особа

## Демографія
Динаміка населення (INE ):

## Галерея зображень

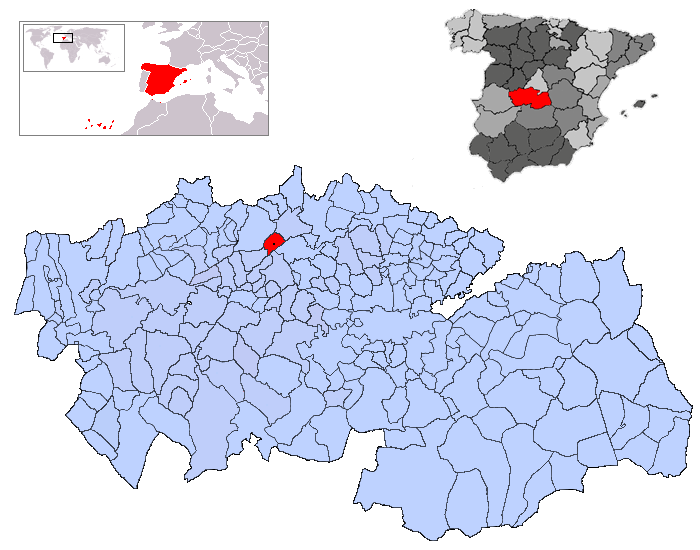
Розташування муніципалітету у провінції Толедо